# Miyagawa Isshō
En aquest nom japonès, el cognom és Miyagawa.

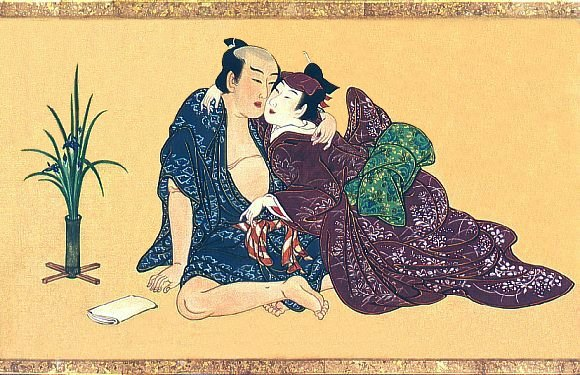
Romanç entre un home i una jove, probablement un actor kabuki. Kakemono de la sèrie Passatemps de primavera, de Miyagawa Issho.

Miyagawa Isshō (japonès: 宮川 一笑) va ser un pintor japonès de l'estil ukiyo-e que principalment retratava actors kabuki, geisha, lluitadors de sumo i altres elements de la cultura urbana quotidiana. Va ser deixeble de Miyagawa Chōshun (1682-1752), que per la seva banda estava influenciat per l'obra d'Hishikawa Moronobu. Com tants artistes d'ukiyo-e, Isshō també va produir una certa quantitat de shunga, quadres d'escenes eròtiques.
Se sap que Isshō va ser bandejat d'Edo el 1751, junt amb el seu mestre Chōshun, a l'illa de Niijima per un període d'un any. Això va venir per una disputa que va sorgir respecte al pagament d'un encàrrec d'una pintura a la ciutat de Nikkō. Un artista de l'escola Kanō va encarregar a Chōshun que pintés algunes parets del santuari Nikkō Tōshō-gū, però després no va voler o no va poder pagar. En la confrontació resultant, l'artista de Kano va acabar mort, possiblement a mans d'Isshō.

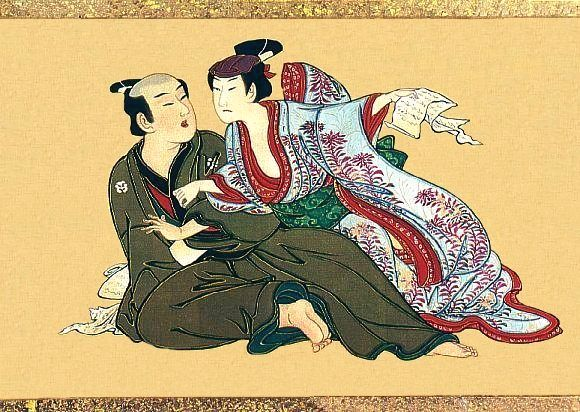
Cita entre un home adult i un jove actor kabuki (onnagata) que li demana explicacions per la carta d'un rival. Kakemono de la sèrie Passatemps de primavera, de Miyagawa Issho.